# Ron McClure
Ron McClure, né le 22 novembre 1941, est un bassiste de jazz américain.
Bassiste au style versatile, il a accompagné de grands noms du jazz dans des styles très variés.

## Discographie

### Jeunesse et formation
Ron McClure nait et grandit à New Haven dans le Connecticut. À 5 ans, il commence à jouer du piano puis de l'accordéon et de la contrebasse,.
Après avoir pris des leçons avec Joseph Iadone, il étudie à la Hartt School of Music à Hartford, où la pratique du jazz est interdite. Il est diplômé en 1963, mais continue à étudier la composition avec Hall Overton et Don Sebesky.

### Carrière
En 1963, McClure joue avec Buddy Rich. Il accompagne Maynard Ferguson, avec qui il enregistre son premier disque. Il enregistre également avec Marian McPartland et Herbie Mann.
En 1966, il rejoint le groupe de Wynton Kelly avec Wes Montgomery,. Entre 1967 et 1968, en compagnie de Keith Jarrett et Jack DeJohnette Ron McClure accompagne Charles Lloyd, qui lui offre une grande liberté. Le groupe enregistre quatre albums et rencontre un grand succès : il est « groupe de l'année » selon DownBeat en 1967, et c'est le premier groupe américain à jouer dans un festival de jazz en Union Soviétique.
Il s'installe à San Francisco, où il cofonde en 1968 Fourth Way, un groupe de jazz-rock, qui rencontre un certain succès aux festivals de Newport et de Montreux en 1970, avant de se séparer en 1971. À cette période, il participe à Escalator over the Hill de Carla Bley.
En 1973, il joue avec le groupe pop vocal The Pointer Sisters. Il joue également avec le groupe de jazz-rock Blood, Sweat and Tears.
Dans les années 1980, il fait partie de Quest (en) avec Dave Liebman, Richie Beirach et Billy Hart. En 1985, il enregistre Cold Blues, un album en duo avec le pianiste Michel Petrucciani.

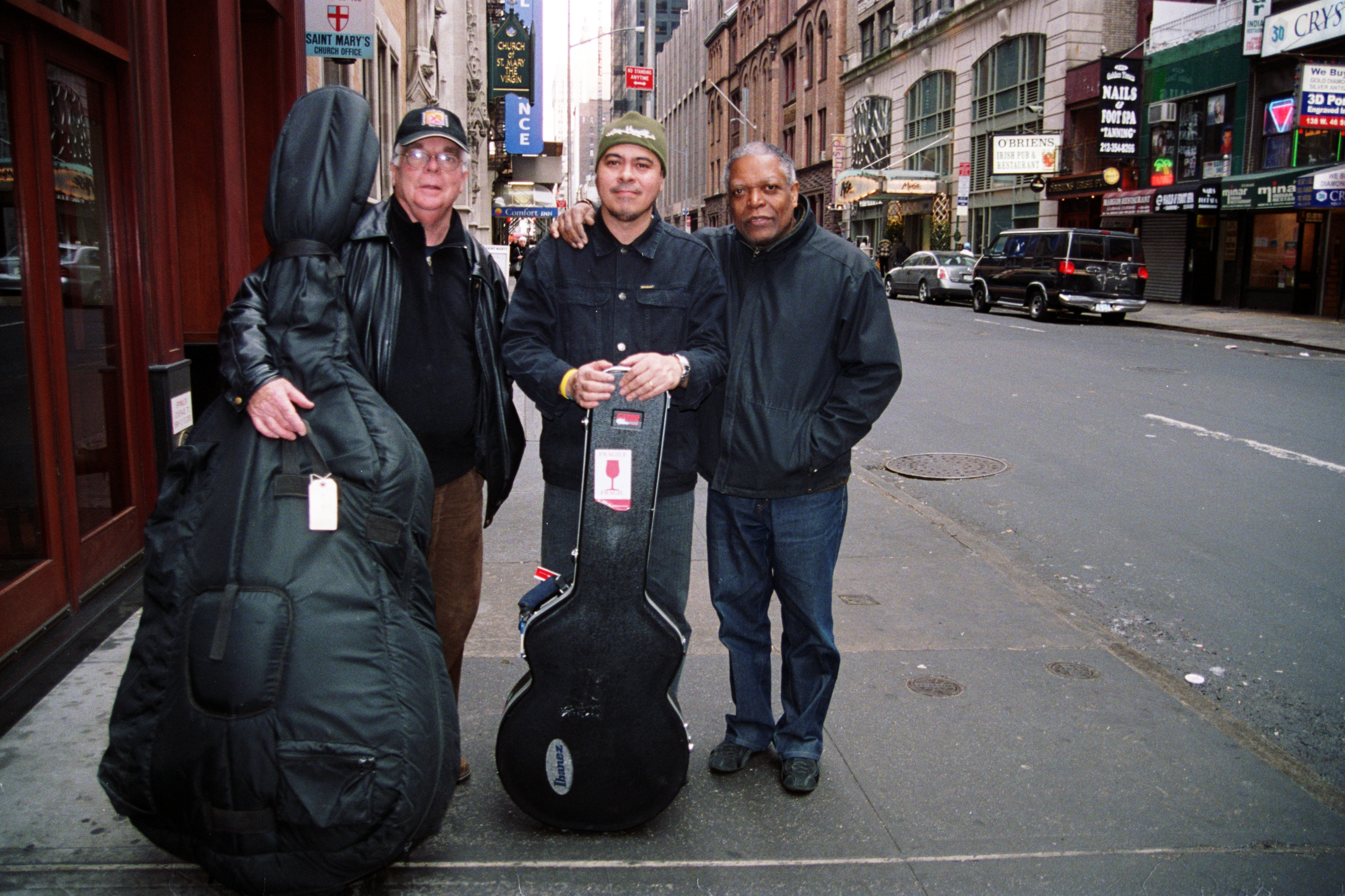
De gauche à droite : Ron McClure, Johnny Alegre et Billy Hart en 2011

En 2005, il participe à la reformation de Quest (en). En 2010, avec Dave Liebman, Richie Beirach et Jeff Williams (en), il participe à la reformation du groupe des années 1970 Lookout Farm, qui préfigurait Quest.

### Enseignement
Ron McClure enseigne depuis les années 1970, au Berklee College of Music et à l'Université de Long Island. Il donne également de nombreuses masterclasses.

## Distinctions
- 1975 : nomination au Grammy Award du meilleur arrangement instrumental pour No Show[5]

## Discographie

### En tant que leader
- 1990 : McJolt (SteepleChase Records)
- 1991 : Never Forget (SteepleChase)
- 1991 : Tonite Only (SteepleChase,)
- 1991 : Yesterday's Tomorrow (European Music Productions) avec John Abercrombie et Aldo Romano
- 1992 : Sunburst (SteepleChase)
- 1993 : Inner Account (SteepleChase)
- 1995 : Never Always (SteepleChase)
- 1996 : Concrete Canyon (SteepleChase)
- 1997 : Closer to Your Tears (SteepleChase)
- 1997 : Pink Cloud (Naxos Jazz)
- 1998 : Dream Team (SteepleChase)
- 1999 : Double Triangle (Naxos Jazz)
- 2006 : Soft Hands (en) (SteepleChase)
- 2009 : New Moon (SteepleChase)
- 2010 : Mac Straight Ahead (American Showplace)
- 2011 : Dedication (Steeplechase)
- 2012 : Crunch Time (Steeplechase)
- 2013 : Ready Or Not (Steeplechase)
- 2016 : Hello Stars (Audio & Video Labs)
- 2019 : Lucky Sunday (SteepleChase)[6]

### En tant que coleader
Avec The Fourth Way
- 1969 : The Sun And Moon Have Come Together (Harvest)
- 1969 : The Fourth Way (Capitol Records)
- 1970 : Werwolf (Capitol Records, Harvest)

Avec Quest (en) (Dave Liebman, Richie Beirach, Ron McClure et Billy Hart)
- 2007 : Redemption - Quest Live in Europe (Hathut Records)[4]

Autres collaborations
- 1985 : Cold Blues, avec Michel Petrucciani (OWL)
- 2008 : Wonderland, avec Harold Danko (Capitol Records, Harvest)

### En tant que sideman
Avec Johnny Alegre (en)
- 2009 : Johnny Alegre 3 (MCA Music Philippines)

Avec Burak Bedikyan (en)
- 2015 : Leap of Faith (SteepleChase)

Avec Carla Bley
- 1971 : Escalator over the Hill (JCOA)

Avec Paul Bley
- 1989 : The Nearness of You (SteepleChase)

Avec Blood, Sweat and Tears
- 1974 : Mirror Image (Columbia)
- 1975 : New City (Columbia)
- 1976 : In Concert (CBS)
- 1991 : Live & Improvised, enregistré en 1976 (Sony)

Avec George Cables
- 1994 : Quiet Fire (SteepleChase)

Avec Stanley Cowell
- 1989 : Sienna (SteepleChase)

Avec Maynard Ferguson
- 1964 : 6 By 6 (Mainstream)

Avec Don Friedman (en)
- 1995 : Almost Everything (SteepleChase)

Avec Joe Henderson
- 1970 : If You're Not Part of the Solution, You're Part of the Problem (en) (Milestone)
- 1971 : In Pursuit of Blackness (en) (Milestone)

Avec Wynton Kelly
- 1967 : Full View (en) (Milestone)

Avec Lee Konitz
- 1990 : Zounds (en) (Soul Note)
- 1996 : It's You (en) (SteepleChase)
- 1999 : Dig-It (en) (SteepleChase) avec Ted Brown

Avec David Liebman
- 1979 : The Opal Heart (44)
- 1979 : Doin' It Again (Timeless)
- 1980 : If They Only Knew (Timeless)

Avec Charles Lloyd
- 1967 : Love-In (Atlantic)
- 1967 : Journey Within (Atlantic)
- 1967 : Charles Lloyd in the Soviet Union (Atlantic)
- 1968 : Soundtrack (Atlantic)

Avec The Pointer Sisters
- 1973 : The Pointer Sisters (Blue Thumb)

Avec Julian Priester
- 1973 : Love, Love (ECM)

Avec George Russell
- 1983 : Live in an American Time Spiral (Soul Note)

Avec Jarmo Savolainen (en)
- 1992 : First Sight (Timeless)
- 1995 : True Image (A-Records)

Avec James Spaulding (en)
- 1997 : The Smile of the Snake (HighNote)

Avec Cal Tjader
- 1969 : Aqua Dolce (Fantacy)